# Recopa Sudamericana 1989
De Recopa Sudamericana 1989 was de eerste editie van de Zuid-Amerikaanse supercup die jaarlijks gespeeld wordt in het Zuid-Amerikaanse voetbal tussen de winnaars van CONMEBOL competities Copa Libertadores en Supercopa Sudamericana.

## Gekwalificeerde teams
| Team     | Kwalificatie                        | Vorige deelnames |
| -------- | ----------------------------------- | ---------------- |
| Nacional | Winnaar Copa Libertadores 1988      | geen             |
| Racing   | Winnaar Supercopa Sudamericana 1988 | geen             |

## Wedstrijdinfo

### 1e wedstrijd
|                 |                    |       |        |                                                                                                |
| 31 januari 1989 | Nacional           | 1 – 0 | Racing | Estadio Centenario, Montevideo Toeschouwers: 20.221 Scheidsrechter: Romualdo Arppi Filho (BRA) |
| 31 januari 1989 | Daniel Fonseca 71' |       |        | Estadio Centenario, Montevideo Toeschouwers: 20.221 Scheidsrechter: Romualdo Arppi Filho (BRA) |

### 2e wedstrijd
|                 |        |       |          |                                                                                                   |
| 5 februari 1989 | Racing | 0 – 0 | Nacional | Estadio José Amalfitani, Buenos Aires Toeschouwers: 50.000 Scheidsrechter: Gabriel González (PAR) |
| 5 februari 1989 |        |       |          | Estadio José Amalfitani, Buenos Aires Toeschouwers: 50.000 Scheidsrechter: Gabriel González (PAR) |

1989 · 1990 · 1991 · 1992 · 1993 · 1994 · 1995 · 1996 · 1997 · 1998 · 1999 · 2000 · 2001 · 2002 · 2003 · 2004 · 2005 · 2006 · 2007 · 2008 · 2009 · 2010 · 2011 · 2012 · 2013 · 2014 · 2015 · 2016 · 2017 · 2018 · 2019 · 2020 · 2021 · 2022